# ESV 1927 Regensburg
Der ESV 1927 Regensburg (vollständiger Name: Eisenbahnsportverein 1927 Regensburg) ist ein bayerischer Sportverein aus dem oberpfälzischen Regensburg.

## Geschichte
Der im Jahr 1927 gegründete Eisenbahnsportverein bietet neben Handball auch die Sportarten Faustball, Fußball, Kinderturnen, Kegeln, Radsport, Rollsport, Stockschießen, Tennis, Tischtennis, Kraftsport und Leichtathletik an.

## Handball
Die erste Frauen-Handballmannschaft, welche sich in der Außendarstellung auch die „Bunkerladies“ nennt, spielte in der Saison 2004/05 in der 2. Bundesliga, Staffel Süd, belegte dort nur Platz 14 und stieg direkt wieder in die Regionalliga ab. In der Saison 2019/20 der 3. Liga verzichtete das Team aus finanziellen Gründen auf den Aufstieg. Die Mannschaft schaffte unter Trainer Csaba Szücs in der außerordentlichen Aufstiegsrunde der dritten Liga 2020/21 den Aufstieg in die 2. Bundesliga. Die 1. Männermannschaft stieg 2013 in die Bezirksoberliga (Ostbayern) auf und wurde dort 2018, 2019, 2020, 2022 und 2023 ostbayerischer Vizemeister. Neben dem 1. Frauenteam des ESV 27, welches in der 2. Bundesliga spielt und vom DHB organisiert wird, nehmen 2023/24 drei Männermannschaften, zwei Frauenteams und 14 Nachwuchsmannschaften am Spielbetrieb des Bayerischen Handballverbandes (BHV) teil.

### Erfolge
Frauen
- DHB-Pokal Achtelfinale 2022/23
- Aufstieg in die 2. Bundesliga 2004, 2021
- Vizemeister 3. Liga Süd 2019, 2020
- Vizemeister Regionalliga Süd (3. Liga) 2003, 2004
- Aufstieg in die Regionalliga Süd (3. Liga) 1998, 2008
- Bayerischer Meister (4. Liga) 1998, 2008

### Mannschaftskader 2024/25
Zum Kader der von Bernhard Goldbach trainierten Mannschaft gehören Nicole Lederer, Anika Neuer, Theresa Lettl, Julia Drachsler, Franziska Peter, Leni Goldbach, Joelle Arno, Sara Mustafic, Annalena Kessler, Caroline Härtl, Maxie-Leonie Fuhrmann, Julika Birnkammer, Ella Jaeschke, Sophie Baur, Sophia Peter, Sophia Ewald, Carolin Hübner und Emma Seiler.

### Spielerpersönlichkeiten
| - Alexandra Mazzucco - Sara Walzik - Stephanie Lukau - Amelie Bayerl - Natalia Krupa | - Carolin Hübner - Stephanie Subke - Marleen Kadenbach - Laura Kuske - Nils Lichtlein |

## Mountainbike („Bikesport“)
In der Abteilung „Bikesport“ tritt die Mountainbike-Mannschaft als STADLER-Racing-Team/ESV BikeSport Regensburg an. Im Jahr 2015 und im Juni 2017 wurde die 12-Stunden-Weltmeisterschaft in der 4er-Mixed-Wertung erkämpft.

## Roller Derby
Unter dem Namen Rolling Rat Pack tritt ein Roller-Derby-Team seit 2018 in der 3. Bundesliga Süd an.